# 查拉鲁普
查拉鲁普（藏語：བྲག་ལྷ་ཀླུ་ཕུག།，威利转写：brag lha klu phug），汉文又称“鲁普岩寺”（藏語：བྲག་ལྷ་ཀླུ་འགུག།），位于西藏自治区拉萨市城关区的药王山脚下，是一座藏传佛教格鲁派寺院。

## 简介
红山上的布达拉宫对面的山便是药王山。查拉鲁普位于药王山接近布达拉宫一端的山脚下。在北京东路、红山与药王山之间的大白塔处，有一条小路，沿该路进入约三分钟即可到达。途中可经过山脚的唐东杰布庙，以及雕刻佛像、玛尼石的工匠作业处。
“ 鲁普”意为“龙族之窟”。“查拉鲁普”在有些汉文资料中也译作“鲁普岩寺”、“巴日卢古寺”或“石窟龙寺”。该寺是拉萨唯一的石窟寺，是早期的支提式窟型。
该寺是7世纪时吐蕃赞普松赞干布为其五妃所建五寺之一（查拉鲁普是为木雅妃所建，其他四寺是大昭寺、小昭寺、帕邦喀、扎叶巴寺），位于石窟中。据说，此处也是松赞干布和汉地、尼泊尔两位公主夫人闭关修行之处。
此处有两座寺庙建筑，一座为黄色，一座为白色。一般先入黄楼朝拜后，再进入白楼，方才符合传统的顺时针绕行方向。这里所谓的“寺院”，实际上就是一面掩盖山体洞口的墙，一进入便已到达石窟内。
黄楼内有一个石洞，内有一尊尼泊尔公主像。此处的石壁有缝通向隔壁的白楼。相传，当年松赞干布在白楼石窟修行，需要召唤侍者时，松赞干布会在白楼敲石发出声音，黄楼内的侍者通过石缝听到声音后便会应召。石洞旁边及楼下，分别有殿堂，供奉着21世纪初新造的祖师像、佛像。
白楼内也是一个小石窟。此处本来只有一面石墙，上有一尊自然显现、半露出石面的佛像。松赞干布以等量的盐巴交换，雇人在天然佛像背后修凿了通道，形成了如今中间为石柱、有通道围绕的格局，石壁刻有自吐蕃时期到清朝的数十尊浮雕佛像。中央石柱上的主尊，即那尊半露出石面的释迦牟尼像。其外侧是观音菩萨及弥勒菩萨立相，内两侧为两位佛弟子舍利弗和目犍连。据不少老僧人称，这尊释迦牟尼像每年都会从石窟墙上向外多浮现出一些。相传，因为末法时期众生无福缘得见大昭寺的佛陀等身像，故届时等身像将会沉入地下湖底，为龙族拥有，但由于佛之悲心，查拉鲁普的这尊自然显现的石佛像替代大昭寺的等身像，以便让未来的无缘的众生仍可有机会积集少许见到并顶礼圣像之功德；该石佛像全身浮现出来之日，便是大昭寺的等身像沉入地下之日。祈竹仁波切幼年曾居住在拉萨，他称当年该石像的耳朵尚未完全露出石面。四十年后的1997年，他故地重游，发现石佛确实比过去突出了许多。
除顶礼、献哈达、给供养之外，该殿也可提供以金汁书写祈祷纸条的服务。进殿的阶梯下设有灯房，用以提供点灯服务。